# Ranst

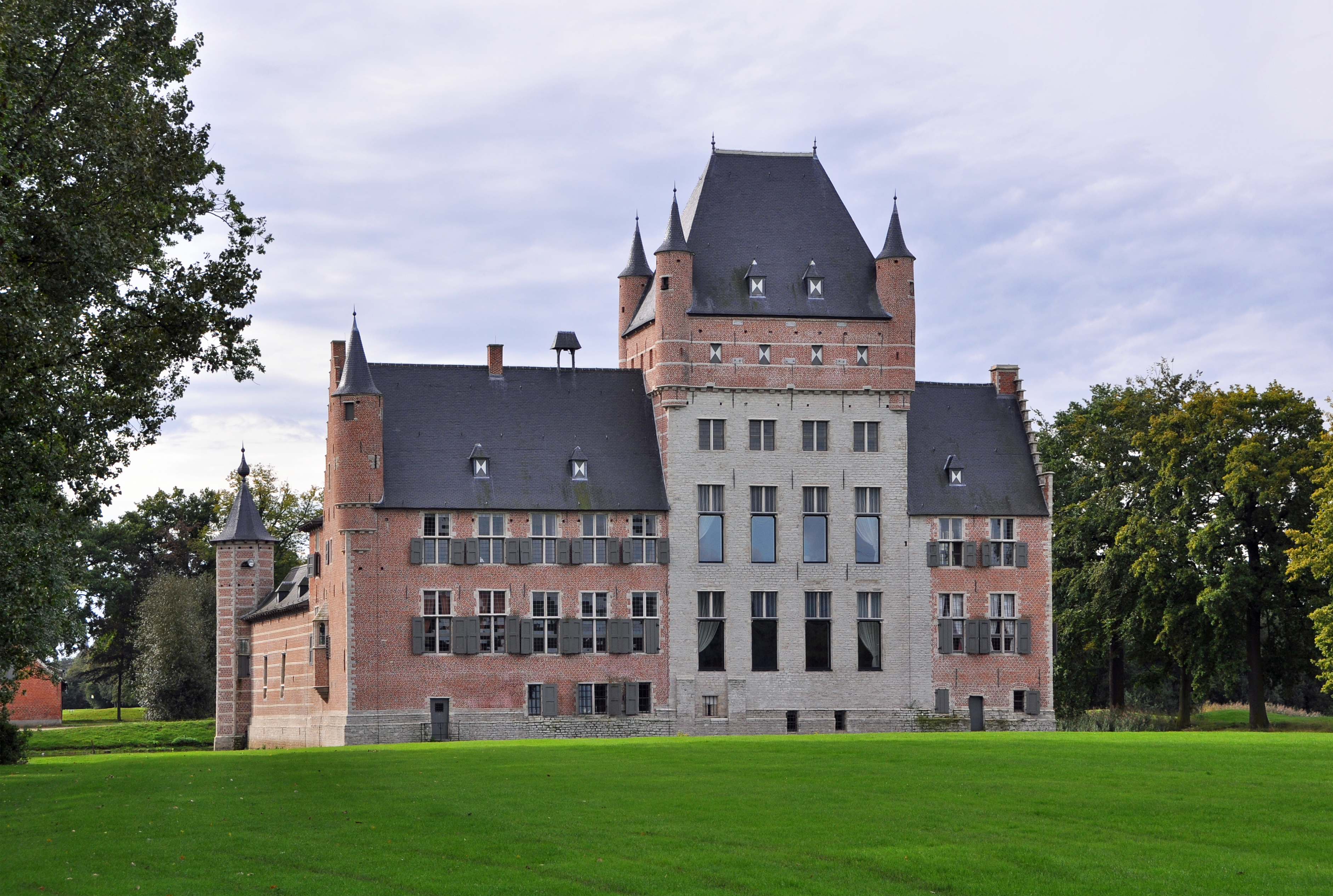
Slot Bossenstein

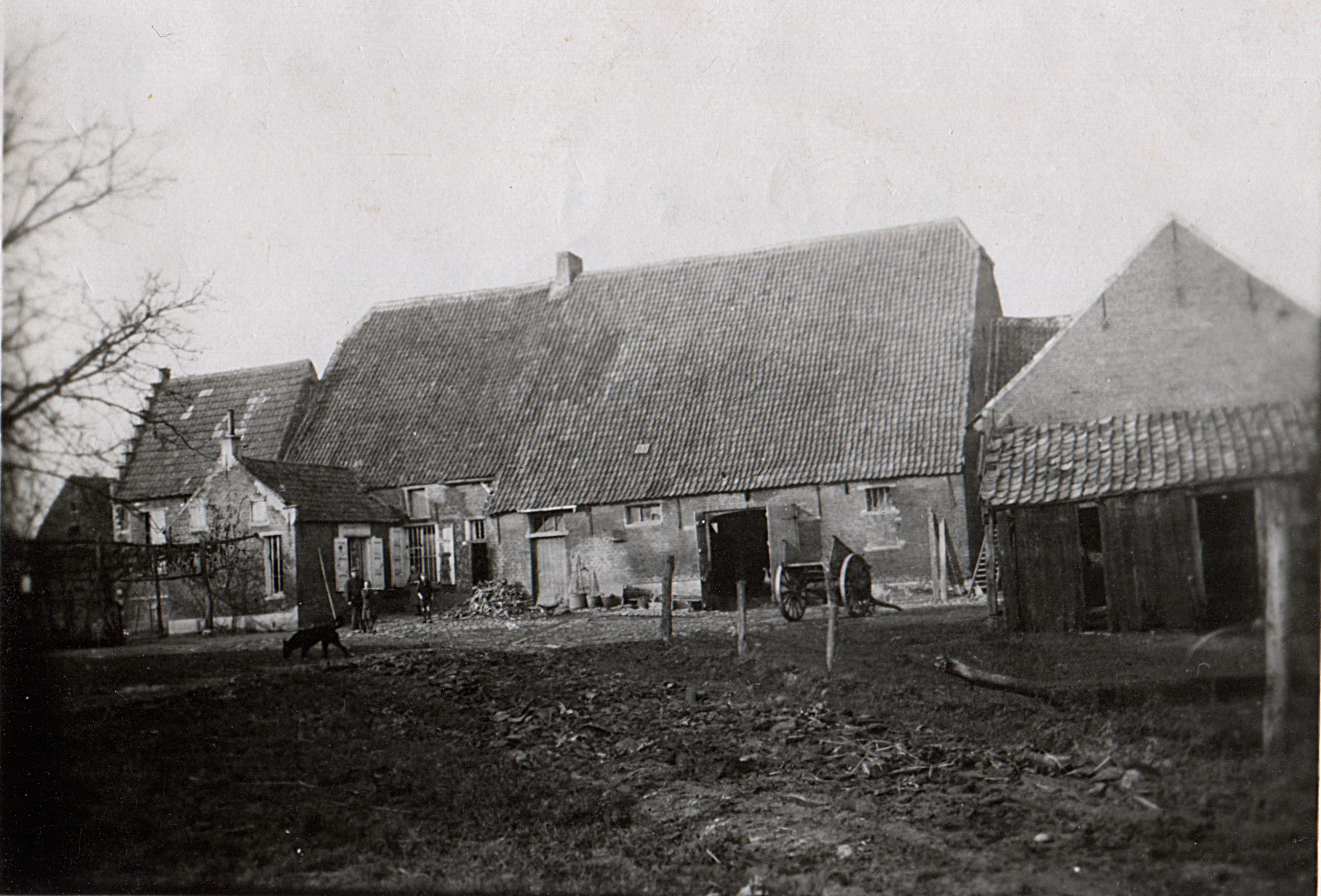
Cijnshoeve in Ranst tijdens de Tweede Wereldoorlog. Wies Wuyts was de toenmalige pachter

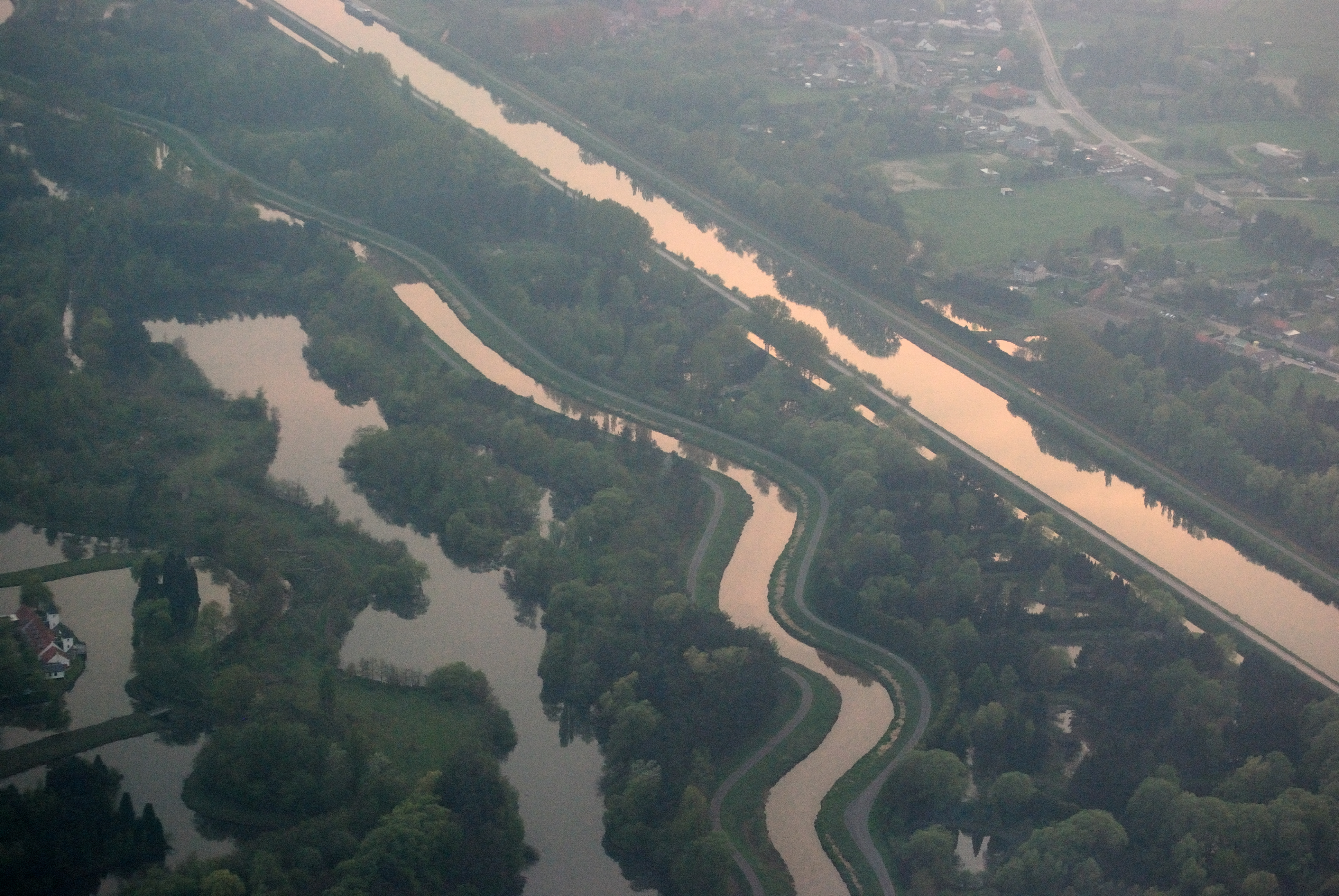
Kleine Nete en Netekanaal in de deelgemeente Emblem

Ranst is een dorp en gemeente in de Belgische provincie Antwerpen.

## Geschiedenis

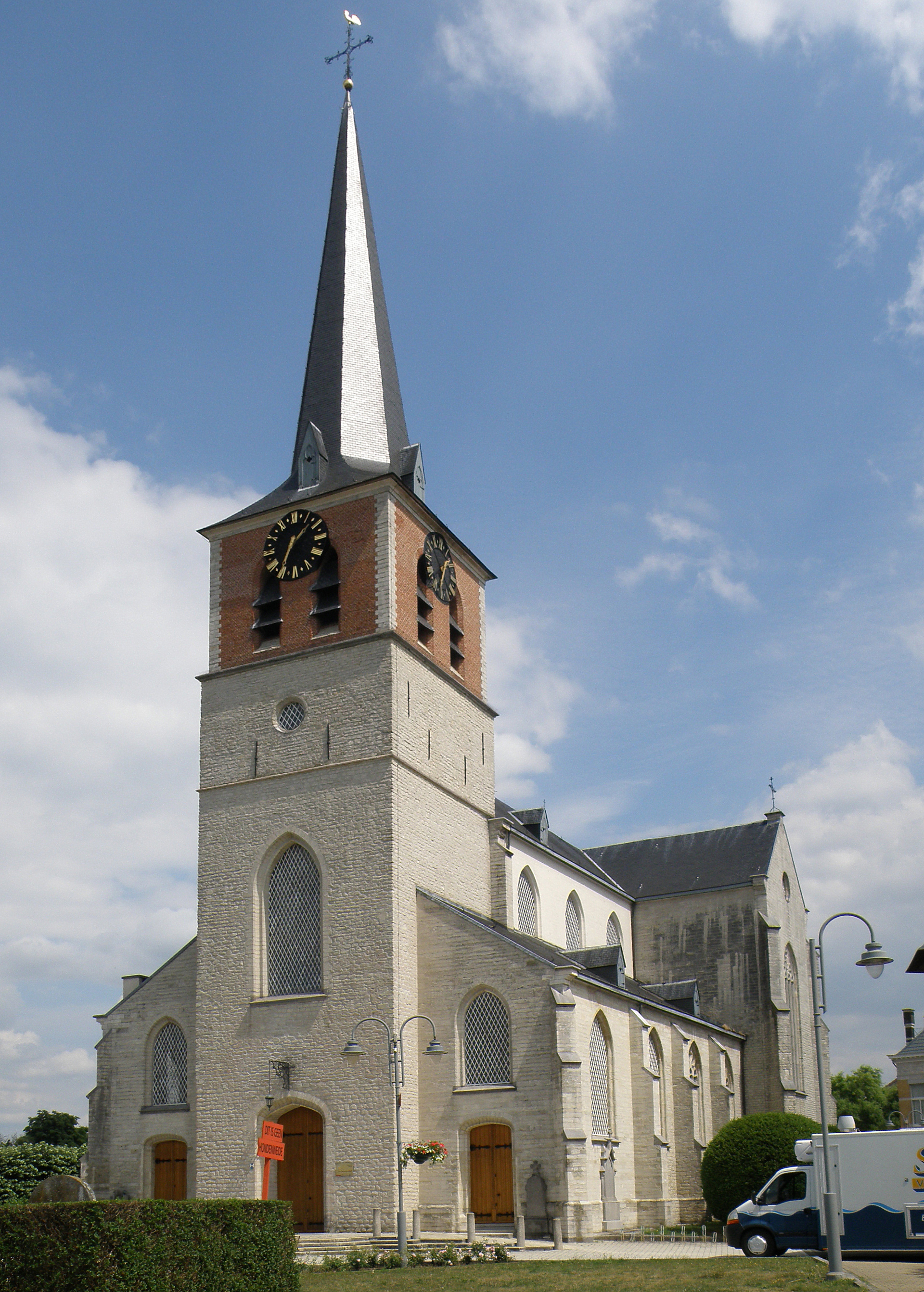
Parochiekerk Sint-Pancratius

Er werden in de omgeving van Ranst graven ontdekt uit de 10e eeuw v. Chr. tot aan het begin van de IJzertijd (700 v. Chr.).
In 1958-1959 werden te Ranst resten gevonden van een drietal Gallo-Romeinse waterputten uit de 4e of 5e eeuw.
In 1140 werd Ranst voor het eerst vermeld. De parochie van Millegem werd in 1202 voor het eerst vermeld.
Grote delen van het huidige grondgebied vielen in de late middeleeuwen en in de nieuwe tijd afwisselend onder de macht van de heren van Berchem, de heren van Ranst, de heren van Zevenbergen en de heren van Doggenhout. De eerste parochie die door de kerstening ontstond, was die van Millegem, later gevolgd door die van Ranst. Getuigen hiervan zijn de gotische kerk (nu kapel) met het fraaie 18de-eeuwse orgel in het gehucht Millegem en de laatgotische Sint-Pancratiuskerk in het centrum van Ranst.

## Geografie
De gemeente ligt tussen de Grote Schijn (het Groot Schijn) in het noorden en de Kleine Nete in het zuiden. Naast Ranst zelf zijn er nog vier andere woonkernen, met name de deelgemeenten Broechem, Emblem en Oelegem, en het gehucht Millegem. De gemeente behoort tot het kieskanton en het gerechtelijk kanton Zandhoven.

### Deelgemeenten
| # | Naam     | Opp. (km²) | Inwoners (2020) | Inwoners per km² | NIS-code |
| - | -------- | ---------- | --------------- | ---------------- | -------- |
| 1 | Ranst    | 10,32      | 6.329           | 613              | 11035A   |
| 2 | Broechem | 11,77      | 4.104           | 349              | 11035C   |
| 3 | Emblem   | 8,50       | 3.907           | 460              | 11035D   |
| 4 | Oelegem  | 13,08      | 4.846           | 370              | 11035B   |

### Aangrenzende gemeenten
De gemeente wordt omringd door 7 aanliggende gemeenten.
| Aangrenzende gemeenten | Aangrenzende gemeenten | Aangrenzende gemeenten | Aangrenzende gemeenten | Aangrenzende gemeenten |
| ---------------------- | ---------------------- | ---------------------- | ---------------------- | ---------------------- |
|                        |                        | Schilde                |                        | Zoersel                |
|                        |                        |                        |                        |                        |
| Wommelgem              | Zandhoven              |                        |                        |                        |
|                        |                        |                        |                        |                        |
| Boechout               |                        | Lier                   |                        | Nijlen                 |

## Bezienswaardigheden
- Het Kasteel Doggenhout
- Het Kasteel Zevenbergen
- De Sint-Pancratiuskerk

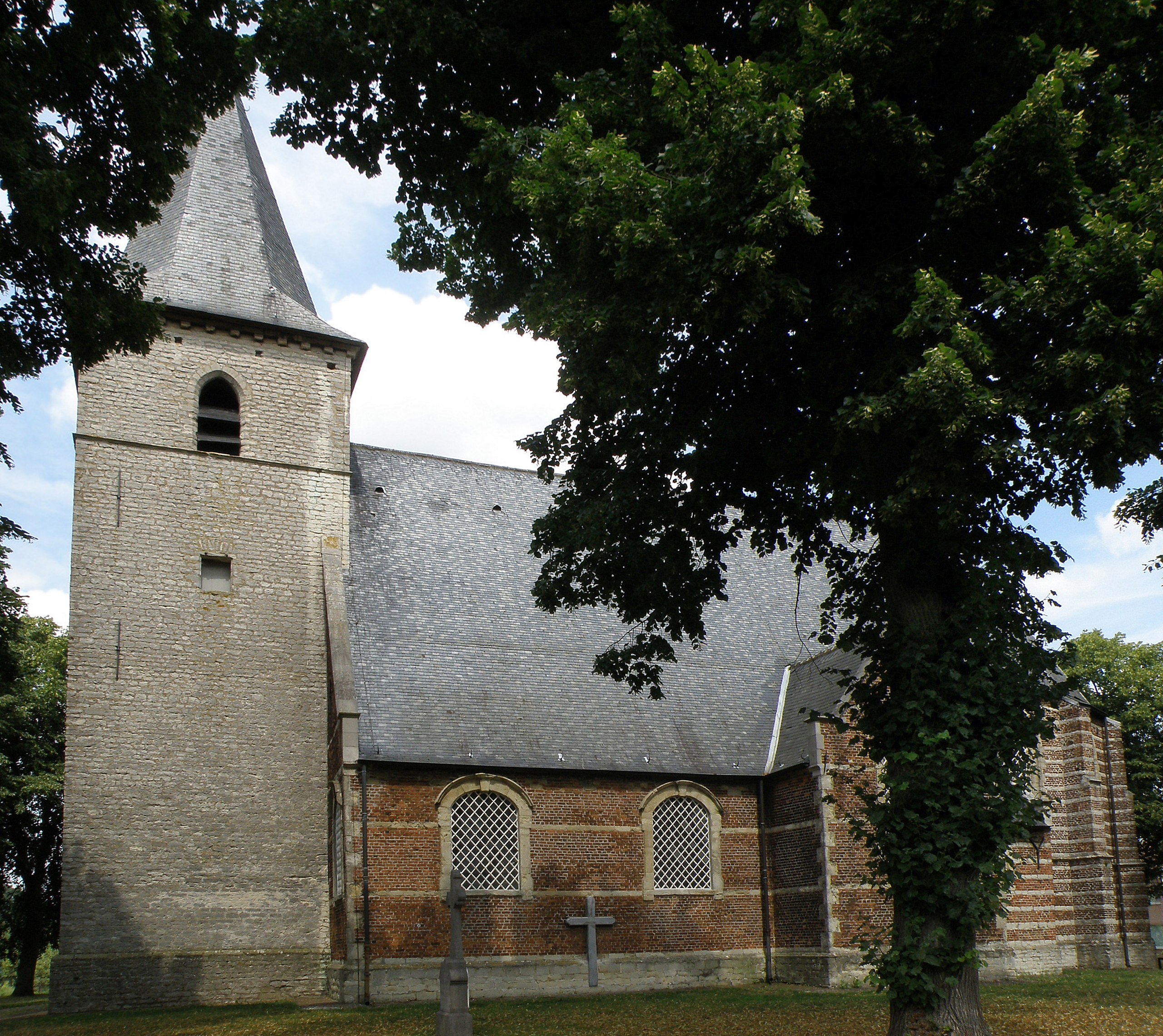
Kapel Onze-Lieve-Vrouw-ten-Hemel-Opgenomen in Millegem

- De Onze-Lieve-Vrouwekapel aan de Broechemlei
- De Molen van den Kinschot

## Natuur en landschap
Ranst ligt tussen de Voorkempen en de Antwerpse agglomeratie op een hoogte van ongeveer 10 meter. Ten noorden van Ranst ligt het Albertkanaal. Ten noordwesten vindt men het Bos van Ranst, bestaande uit het Muizenbos en het Zevenbergenbos.

## Demografie

### Demografische ontwikkeling voor de fusie
- Bronnen:NIS, Opm:1806 tot en met 1970=volkstellingen; 1976 = inwoneraantal op 31 december

### Demografische ontwikkeling van de fusiegemeente
Alle historische gegevens hebben betrekking op de huidige gemeente, inclusief deelgemeenten, zoals ontstaan na de fusie van 1 januari 1977.
- Bronnen:NIS, Opm:1806 tot en met 1981=volkstellingen; 1990 en later= inwonertal op 1 januari

| Inwoners van jaar tot jaar op 1 januari 1992 tot heden | Inwoners van jaar tot jaar op 1 januari 1992 tot heden | Inwoners van jaar tot jaar op 1 januari 1992 tot heden |
| jaar                                                   | Aantal                                                 | Evolutie: 1992=index 100                               |
| ------------------------------------------------------ | ------------------------------------------------------ | ------------------------------------------------------ |
| 1992                                                   | 16.390                                                 | 100,0                                                  |
| 1993                                                   | 16.619                                                 | 101,4                                                  |
| 1994                                                   | 16.788                                                 | 102,4                                                  |
| 1995                                                   | 16.982                                                 | 103,6                                                  |
| 1996                                                   | 17.211                                                 | 105,0                                                  |
| 1997                                                   | 17.343                                                 | 105,8                                                  |
| 1998                                                   | 17.463                                                 | 106,5                                                  |
| 1999                                                   | 17.492                                                 | 106,7                                                  |
| 2000                                                   | 15.575                                                 | 107,2                                                  |
| 2001                                                   | 17.615                                                 | 107,5                                                  |
| 2002                                                   | 17.639                                                 | 107,6                                                  |
| 2003                                                   | 17.562                                                 | 107,2                                                  |
| 2004                                                   | 17.708                                                 | 108,0                                                  |
| 2005                                                   | 17.725                                                 | 108,1                                                  |
| 2006                                                   | 17.827                                                 | 108,8                                                  |
| 2007                                                   | 17.948                                                 | 109,5                                                  |
| 2008                                                   | 18.051                                                 | 110,1                                                  |
| 2009                                                   | 18.124                                                 | 110,6                                                  |
| 2010                                                   | 18.253                                                 | 111,4                                                  |
| 2011                                                   | 18.424                                                 | 112,4                                                  |
| 2012                                                   | 18.463                                                 | 112,6                                                  |
| 2013                                                   | 18.581                                                 | 113,4                                                  |
| 2014                                                   | 18.607                                                 | 113,5                                                  |
| 2015                                                   | 18.696                                                 | 114,1                                                  |
| 2016                                                   | 18.856                                                 | 115,0                                                  |
| 2017                                                   | 18.981                                                 | 115,8                                                  |
| 2018                                                   | 18.981                                                 | 115,8                                                  |
| 2019                                                   | 19.008                                                 | 116,0                                                  |
| 2020                                                   | 19.187                                                 | 117,1                                                  |
| 2021                                                   | 19.249                                                 | 117,4                                                  |
| 2022                                                   | 19.366                                                 | 118,2                                                  |
| 2023                                                   | 19.609                                                 | 119,6                                                  |
| 2024                                                   | 19.776                                                 | 120,7                                                  |
| 2025                                                   | 19.755                                                 | 120,5                                                  |

## Politiek

### Structuur
De gemeente Ranst maakt deel uit van het kieskanton Zandhoven, gelegen in het provinciedistrict Kapellen, het kiesarrondissement Antwerpen en ten slotte de kieskring Antwerpen.
| Ranst            | Ranst            | Supranationaal         | Nationaal                         | Nationaal           | Gemeenschap         | Gewest              | Provincie           | Arrondissement  | Provinciedistrict | Kanton          | Gemeente        |
| ---------------- | ---------------- | ---------------------- | --------------------------------- | ------------------- | ------------------- | ------------------- | ------------------- | --------------- | ----------------- | --------------- | --------------- |
| Administratief   | Niveau           | Europese Unie          | België                            | België              | Vlaanderen          | Vlaanderen          | Antwerpen           | Antwerpen       | Antwerpen         | Antwerpen       | Ranst           |
| Administratief   | Bestuur          | Europese Commissie     | Belgische regering                | Belgische regering  | Vlaamse regering    | Vlaamse regering    | Deputatie           | Deputatie       | Deputatie         | Deputatie       | Gemeentebestuur |
| Administratief   | Raad             | Europees Parlement     | Kamer van volksvertegenwoordigers | Vlaams Parlement    | Vlaams Parlement    | Vlaams Parlement    | Provincieraad       | Provincieraad   | Provincieraad     | Provincieraad   | Gemeenteraad    |
| Kiesomschrijving | Kiesomschrijving | Nederlands Kiescollege | Kieskring Antwerpen               | Kieskring Antwerpen | Kieskring Antwerpen | Kieskring Antwerpen | Kieskring Antwerpen | Antwerpen       | Kapellen          | Zandhoven       | Ranst           |
| Verkiezing       | Verkiezing       | Europese               | Federale                          | Federale            | Vlaamse             | Vlaamse             | Provincieraads-     | Provincieraads- | Provincieraads-   | Provincieraads- | Gemeenteraads-  |

### College van burgemeester en schepenen (2024-2030)
| College van burgemeester en schepenen | College van burgemeester en schepenen | College van burgemeester en schepenen |
| Functie                               | Naam (partij)                         | Bevoegdheden |
| ------------------------------------- | ------------------------------------- | --- |
| Burgemeester                          | Bart Goris (PIT)                      | Burgerlijke stand, Veiligheid, Politie en Brandweer, Communicatie, Informatica, Vergunningsbeleid, Personeel en Erediensten                                            |
| Eerste Schepen                        | Katlijn Hofmans (PIT)                 | Openbare Werken, Onderwijs en Vorming, Bibliotheken, Jeugd en Speelpleinwerking en Feestelijkheden                                                                     |
| Schepen                               | Christel Engelen (Vlaams Belang)      | Financiën, Ruimtelijke Ordening, Documentatie en Erfgoed en Dierenwelzijn                                                                                              |
| Schepen                               | Tim Peeters (Vrij Ranst)              | Parken, Plantsoenen en Begraafplaatsen, Mobiliteit, Milieu en Klimaat, Gebouwen, Patrimonium en Monumenten                                                             |
| Schepen                               | Sonja De Pooter (Vrij Ranst)          | Gezondheid, Lokale Economie en KMO, Sport, Toerisme en Jumelage |
| Schepen                               | Tine Muyshondt (PIT)                  | Landbouw en Plattelandsbeleid, Senioren, Ontwikkelingssamenwerking, Cultuur, Sociale Zaken, Gezinsbeleid en voorzitter van het Bijzonder comité voor de sociale dienst |

### Geschiedenis

#### (Voormalige) Burgemeesters
| Tijdspanne | Tijdspanne   | Burgemeester                  |
| ---------- | ------------ | ----------------------------- |
|            | ? - 1804     | Van Lippeloy                  |
|            | ? - ?        | De Wael                       |
|            | 1836 - 1855  | Petrus Van Camp               |
|            | ? - 1866     | Corn Cools                    |
|            | ? - 1890     | JH De Schutter                |
|            | ? - ?        | Jacques Jennes                |
|            | 1921 - ?     | JM Van den Eynde              |
|            | ? - ?        | Gommarus Nijsmans             |
|            | ? - ?        | Constant Jacobs               |
|            | 1947 - ?     | Louis Pittoors                |
|            | ? - 1976     | Frans Rotty                   |
|            | 1977 - 1998  | Raymond Goossens              |
|            | 1999 - 2000  | Herman Ooms (CVP)             |
|            | 2001 - 2018  | Lode Hofmans (VLD / Open Vld) |
|            | 2019 - 2024  | Johan De Ryck (N-VA)          |
|            | 2025 - heden | Bart Goris (P.I.T.)           |

#### Legislatuur 1989 – 1994
Deze verkiezingen trokken de christendemocraten in verdeelde slagorde naar de verkiezingen. Enerzijds was er de CVP, anderzijds de VCDU (Vlaamse christen demokratische unie) rond voormalig schepen M. Printems.

#### Legislatuur 1995 – 2000
Volksunie en SP trekken in kartel naar de verkiezingen onder de naam R.A.N.S.T.

#### Legislatuur 2013 – 2018
Na de verkiezingen van 2012 vormden Open Vld (8 zetels) en CD&V (5 zetels) een zogenaamde "rooms-blauwe" coalitie. Deze had een meerderheid in de gemeenteraad van 13 op 25 zetels.

#### Legislatuur 2019 – 2024
Na de verkiezingen van 2018 vormde de oppositie van de vorige coalitie een nieuwe meerderheid van N-VA (10 zetels) en Groen (5 zetels) en vormde zo een meerderheid in de gemeenteraad van 15 op 25 zetels.

#### Legislatuur 2024 - 2030
Bij de verkiezingen van 2024 werd PIT ― een kartel van CD&V, de lokale partij Goesting en onafhankelijken ― de grootste lijst. De partij vormde een coalitie met het liberaal getinte Vrij Ranst (met Open Vld-leden) en het radicaal-rechtse Vlaams Belang, goed voor een meerderheid van 15 op 25 zetels. Omdat hiermee het cordon sanitaire tegen het VB werd doorbroken, werden de schepenen en gemeenteraadsleden met een CD&V- of Open Vld-lidkaart uit hun partij gezet. Bart Goris (PIT) werd burgemeester. 

#### Resultaten gemeenteraadsverkiezingen sinds 1976
| Partij of kartel     | Partij of kartel                                   | 10-10-1976 | 10-10-1976 | 10-10-1982 | 10-10-1982 | 9-10-1988 | 9-10-1988 | 9-10-1994 | 9-10-1994 | 8-10-2000 | 8-10-2000 | 8-10-2006 | 8-10-2006 | 14-10-2012 | 14-10-2012 | 14-10-2018 | 14-10-2018 | 13-10-2024 | 13-10-2024 |
| Stemmen / Zetels     | Stemmen / Zetels                                   | %          | 23         | %          | 23         | %         | 23        | %         | 25        | %         | 25        | %         | 25        | %          | 25         | %          | 25         | %          | 25         |
| -------------------- | -------------------------------------------------- | ---------- | ---------- | ---------- | ---------- | --------- | --------- | --------- | --------- | --------- | --------- | --------- | --------- | ---------- | ---------- | ---------- | ---------- | ---------- | ---------- |
|                      | Agalev1/ Groen!-sp.a-spiritB/ Groen2               | -          |            | 8,051      | 1          | 8,361     | 1         | 16,391    | 4         | 12,991    | 3         | 13,76B    | 3         | 10,612     | 2          | 18,082     | 5          | 12,82      | 3          |
|                      | SP1/ R.A.N.S.T.A/ Groen!-sp.a-spiritB/ sp.a2       | 6,591      | 1          | 9,041      | 1          | 6,161     | 1         | 21,45A    | 6         | 14,73A    | 3         | 13,76B    | 3         | 3,252      | 0          | -          |            | -          |            |
|                      | VU1/ R.A.N.S.T.A/ N-VA2                            | 24,861     | 6          | 21,421     | 5          | 14,611    | 3         | 21,45A    | 6         | 14,73A    | 3         | 7,512     | 1         | 30,022     | 9          | 34,012     | 10         | 25,22      | 7          |
|                      | P.I.T.A                                            | -          |            | -          |            | -         |           | -         |           | -         |           | -         |           | -          |            | -          |            | 34,0A      | 9          |
|                      | CVP1/ CD&V2/ CD&V/WIJ3 / P.I.T.A                   | 36,641     | 10         | 45,231     | 12         | 36,71     | 10        | 33,11     | 9         | 27,681    | 8         | 27,482    | 7         | 19,752     | 5          | 13,093     | 3          | 34,0A      | 9          |
|                      | Gem.Bel.1/ PVV2/ VLD3/ Open Vld4 / Vrij Ranst5     | 24,821     | 6          | 16,251     | 4          | 17,872    | 4         | 23,573    | 6         | 29,433    | 8         | 28,763    | 8         | 26,674     | 8          | 21,064     | 5          | 13,35      | 3          |
|                      | Vlaams Blok1/ Vlaams Belang-VLOTT2/ Vlaams Belang3 | -          |            | -          |            | -         |           | -         |           | 15,171    | 3         | 22,492    | 6         | 8,63       | 1          | 11,053     | 2          | 14,63      | 3          |
|                      | VCDU                                               | -          |            | -          |            | 16,31     | 4         | -         |           | -         |           | -         |           | -          |            | -          |            | -          |            |
|                      | Anderen(*)                                         | 7,09       | 0          | -          |            | -         |           | 5,49      | 0         | -         |           | -         |           | 1,09       | 0          | -          |            | -          |            |
| Totaal stemmen       | Totaal stemmen                                     | 8956       | 8956       | 9933       | 9933       | 11046     | 11046     | 11843     | 11843     | 12413     | 12413     | 13138     | 13138     | 13469      | 13469      | 14028      | 14028      | 10384      | 10384      |
| Opkomst %            | Opkomst %                                          |            |            |            |            | 96,23     | 96,23     | 93,65     | 93,65     | 92,72     | 92,72     | 94,35     | 94,35     | 91,72      | 91,72      | 92,5       | 92,5       | 67,1       | 67,1       |
| Blanco en ongeldig % | Blanco en ongeldig %                               | 3,27       | 3,27       | 4,25       | 4,25       | 3,57      | 3,57      | 6,86      | 6,86      | 4,35      | 4,35      | 3,97      | 3,97      | 2,06       | 2,06       | 2,5        | 2,5        | 0,5        | 0,5        |

De rode cijfers naast de gegevens duiden aan onder welke naam de partijen telkens bij een verkiezing opkwamen, rode letters duiden de kartels aan.
De zetels van de gevormde meerderheid staan vetjes afgedrukt. De grootste partij is in kleur.
(*) 1976: VEGERS (6,21%), VD Kerken (0,88%) / 1994: Kartel (5,49%) / 2012: Nieuw GR. Ranst (1,09%)

## Mobiliteit
Door de ligging nabij Antwerpen en Lier is Ranst makkelijk bereikbaar: met het openbaar vervoer, met de wagen via de autosnelwegen A13/E313 en A21/E34 en per schip via het Albertkanaal. Op de grens met Wommelgem ligt de snelwegparking Ranst; verder oostwaarts het knooppunt Ranst. Ranst heeft een uitgebreid netwerk van wandel- en fietspaden uitgebouwd.

## Economie
- Ranst maakt deel uit van het Economisch Netwerk Albertkanaal.

## Bekende Ranstenaren
- Herman Vanspringel (1943-2022), wielrenner
- Lode Hofmans (1950), politicus
- Peter Luyten (1954), politicus
- An Nelissen (1955), actrice
- Sonja Kimpen (1959), gezondheidscoach
- Wim Danckaert (1962), acteur
- Peter Van Santvliet (1969), veldrijder
- Yasmine Kherbache (1972), advocate en politica
- Britt Van Der Borght (1973), actrice, zangeres
- Vicky Versavel (1974), actrice
- Isabelle Adam (1975), zangeres
- Jurgen Cavens (1978), voetballer
- Thomas Raeymaekers (1993), wielrenner
- Fauve Bastiaenssen (2004), wielrenster

## Partnersteden
- Herbstein (Duitsland), sinds 1968, via deelgemeente Oelegem

## Nabijgelegen kernen
Millegem, Broechem, Wommelgem
Aartselaar · Antwerpen · Arendonk · Baarle-Hertog · Balen · Beerse · Berlaar · Boechout · Bonheiden · Boom · Bornem · Brasschaat · Brecht · Dessel · Duffel · Edegem · Essen · Geel · Grobbendonk · Heist-op-den-Berg · Hemiksem · Herentals · Herenthout · Herselt · Hoogstraten · Hove · Hulshout · Kalmthout · Kapellen · Kasterlee · Kontich · Laakdal · Lier · Lille · Lint · Malle · Mechelen · Meerhout · Merksplas · Mol · Mortsel · Niel · Nijlen · Olen · Oud-Turnhout · Putte · Puurs-Sint-Amands · Ranst · Ravels · Retie · Rijkevorsel · Rumst · Schelle · Schilde · Schoten · Sint-Katelijne-Waver · Stabroek · Turnhout · Vorselaar · Vosselaar · Westerlo · Wijnegem · Willebroek · Wommelgem · Wuustwezel · Zandhoven · Zoersel

België: Provincies · Gemeenten